# La Reine (rose)
'La Reine' est un cultivar de rosier obtenu en 1841 ou 1842 par le rosiériste français Jean Laffay et mis au commerce en 1843. Il s'agit d'une rose historique qui rencontra un grand succès au XIXe siècle et qui figure toujours en bonne place dans les catalogues internationaux,. 

## Description
'La Reine' est historiquement l'un des premiers hybrides remontants. Il présente de grosses (78 pétales) fleurs roses en forme de coupe pleine très parfumées. Elles fleurissent en petits bouquets. La floraison est remontante.
Son buisson presque inerme s'élève de 90 cm à 150 cm de hauteur pour 120 cm de largeur. 
Sa zone de rusticité est de 5b à 9b ; ce beau rosier supporte donc le froid rigoureux.

## Descendance
- 'Jules Margottin' (Margottin, 1853), issu d'un semis 'La Reine' et d'un pollen inconnu[9]
- 'Anna de Diesbach' (ou 'Gloire de Paris') (Lacharme, 1858), issu du pollen 'La Reine' avec un semis inconnu[10]
- 'François Michelon' (Levet, 1870), issu d'un semis 'La Reine' avec un pollen inconnu[11]
- 'Antoine Mouton' (Levet, 1874), issu d'un semis 'La Reine' avec un pollen inconnu[12]